# Giovanni Battista Maini
Pour les articles homonymes, voir Maini.

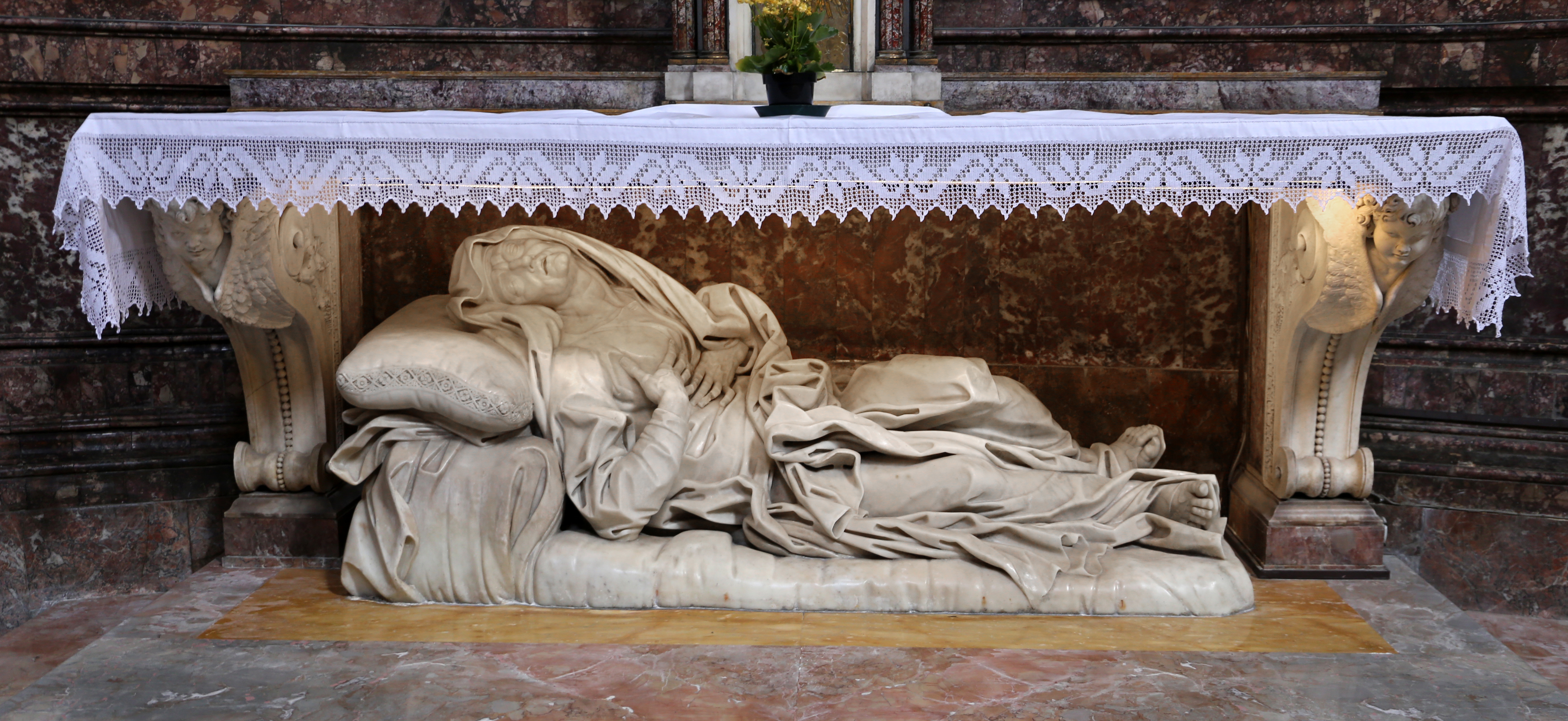
Sainte Anne (1750-1752), Basilique Sant'Andrea delle Fratte, Rome.

Giovanni Battista Maini (Cassano Magnago, Lombardie, 6 février 1690 - Rome, 29 juillet 1752) est un sculpteur italien qui est actif à la fin au XVIIIe siècle principalement à Rome.

## Biographie
Giovanni Battista Maini, fils de Bartolomeo Maijno et de Margarita Borsa est né à Cassano Magnago, près de Varèse, le 6 février 1690. Après une formation à Milan il se rend à Rome (1708) où il travaille pendant plus de 20 ans dans l'atelier de Camillo Rusconi, qui est considéré alors comme le plus grand sculpteur de Rome et participe aux plus importants projets de l'époque. Parmi ses premières commandes figure l'exécution d'un bas-relief de la Gloire de saint François pour une église jésuite de Madrid. Toutefois, le bas-relief original de Rusconi n'a jamais été sculpté sur marbre. Comme Rusconi, Maini a toujours modélisé ses projets en stuc avant leur réalisation sur marbre.
Maini collabore aussi à la décoration de la coupole de l'église Santi Luca e Martina, travaille dans l'Église Sainte-Agnès en Agone, où il exécute le monument funéraire du pape Innocent X (1729), (probablement basé sur les dessins et modèles de Rusconi).
Pour la Basilique Saint-Pierre il sculpte les grandes statues en marbre de saint François de Paule (1732) (conçu par Pietro Bianchi) et saint Philippe Neri (v. 1735) qui font partie d'une série de sculptures attribuées à divers artistes dont Michel-Ange Slodtz qui réalise Saint Bruno. Il termine les statues des archanges Michel et Gabriel (v. 1737) pour la basilique de Mafra, commandée par le roi du Portugal.
Entre 1732 et 1735, Maini est commissionné par Clément XII pour sa chapelle familiale, la Chapelle Corsini à Saint Jean de Lateran. La statue de bronze la Bénédiction de Clément XII est inspirée par celle d'Urbain VIII du Bernin à Saint-Pierre et a remplacé une statue antérieure, œuvre de Carlo Monaldi (it).
Il sculpte également pour le monument du cardinal Neri Corsini (1733-1734), un neveu du pape. Entre 1741 - 1743, il travaille sur le portique (La Vierge de saint Luc) de Santa Maria Maggiore.
C'est de la même époque que date la sculpture Saint Jean en prière de Saint Jean de Latran.
À partir de 1734 Maini est impliqué dans le travail de conception de la Fontaine de Trevi, mais il lui est impossible d'obtenir la commande car le choix de l'architecte principal Nicola Salvi pour la sculpture finale de la statue de Neptune et du groupe Cantabrico se porte sur Pietro Bracci (1743-1759).
Il réalise également des bas-reliefs pour la Chapelle Chigi de la Cathédrale Notre-Dame-de-l'Assomption de Sienne.
À sa mort à Rome le 23 juillet 1752, jl laisse sa femme, quatre filles et un fils.
Innocenzo Spinazzi est un de ses élèves.

## Œuvres
- Saint François Régis en gloire, bas-relief, église jesuite, Madrid.
- Innocent X (1729), buste, église Sainte-Agnès en Agone, Rome.
- Saint François de Paule (1732), dessiné par Pietro Bianchi, et Saint Philippe Neri (v. 1735), Basilique Saint-Pierre, Rome.
- Madone de Saint Luc (v. 1741-1743), portique,Basilique Sainte-Marie-Majeure.
- Saint Jean en prière (v. 1734), portique, Archibasilique Saint-Jean-de-Latran.
- Monument pour Scipione Publicola Santacroce (1749), Santa Maria in Publicolis, Rome.
- Sainte Anne, (1750-1752), Basilique Sant'Andrea delle Fratte, Rome.